# Парнас, Яков Оскарович

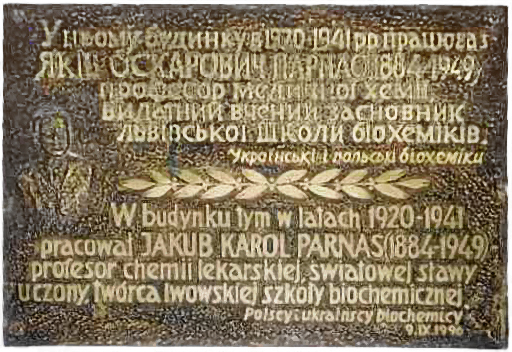
Мемориальная таблица на Львовском медицинском университете

Якуб (Яков) Оскарович Парнас (при рождении Па́рнес; пол. Jakub Karol Parnas; 16 января 1884, Тернополь, Австро-Венгрия — 29 января 1949, Москва, СССР) — польский и советский биохимик. Открыл фосфоролиз гликогена. Академик АН СССР (1942).

## Биография
Родился 16 января 1884 года в Тарнополе, в семье евреев Оскара Парнеса и Габриэллы Бернштейн.
Ученик Ф. Хоффмайстера.
Парнас известен также как создатель и руководитель целой научной школы биохимиков в Польше и СССР. Во Львове он организовал Институт медицинской химии при Львовском университете.
После начала Второй мировой войны согласно пакту Молотова — Риббентропа Польша была поделена между Германией и СССР. Во Львов вошла Красная Армия. У Парнаса был выбор — он мог уехать в Лондон или в Нью-Йорк, но он остался во Львове.
Его выбрали в академики АН СССР (а он уже был членом многих иностранных академий).
В начале Великой Отечественной войны он эвакуировался в Киев и затем в Уфу. В 1943 году Я. О. Парнас был вызван в Москву и поселился в гостинице Метрополь. В Москве он стал одним из основателей учреждённой в 1943 году Академии медицинских наук СССР, организатором и первым директором Института биологической и медицинской химии АМН СССР. Кроме того, как академик, он имел право на организацию своей собственной лаборатории — это и была Лаборатория физиологической химии, в которой он с ближайшими сотрудниками продолжал исследования углеводов.
Как пишет историк науки Симон Шноль, «центром биохимической мысли в стране стали „четверги“ Парнаса — семинары, на которые собирались не только москвичи, но и жители других городов. Парнас поражал своей эрудицией, широтой и глубиной постановки проблем. Основным событием „четвергов“ всегда были доклады самого Парнаса или его комментарии к сообщениям других докладчиков».
17 октября 1947 г. он подаёт заявление с просьбой освободить его от обязанностей директора созданного им Института, поскольку к тому времени был серьёзно болен диабетом и страдал от сердечной недостаточности. Приказ об освобождении его от этой должности был подписан 28 мая 1948 г. Вместо него директором стал Сергей Евгеньевич Северин, а затем вскоре Василий Николаевич Орехович.
Был членом Еврейского антифашистского комитета. В декабре 1948 — январе 1949 начались массовые аресты по делу Еврейского антифашистского комитета. 29 января 1949 Яков Парнас был арестован и в тот же день умер в тюрьме.

## Обстоятельства смерти
На запрос сына Парнаса об обстоятельствах смерти отца полковник юстиции В. М. Граненов 20 июля 1993 года написал от имени Главного управления по надзору за исполнением законов в вооружённых силах:

…28 января 1949 г. Парнас Я. О. был арестован за совершение разведывательной деятельности против СССР по заданию иностранного государства… В тот же день он был помещён во внутреннюю тюрьму МГБ СССР, где осмотрен врачом. Последний поставил диагноз: Артерио-кардиосклероз. Гипертония. Сахарный диабет. Правосторонняя паховая грыжа. В связи с имеющимися заболеваниями ему было назначено лечение… 29 января 1949 г. в 15 час. 15 мин. Парнас Я. О. был вызван на первый допрос старшим следователем следственной части по особо важным делам МГБ СССР подполковником Ивановым. В 17 час. 30 мин. Иванов оставил Парнаса в кабинете с надзирателем, а сам вышел в связи со служебной необходимостью. Через 10-15 мин. ему доложили о плохом самочувствии Парнас, и вызове врача для оказания помощи. Во время оказания медицинской помощи в 17 час. 50 мин. Парнас Я. О. умер… было проведено вскрытие трупа Парнас Я. О. судебно-медицинским экспертом, который при наружном осмотре никаких телесных повреждений не установил. Смерть… наступила от инфаркта миокарда…
3 апреля 1954 года старший следователь следственной части КГБ при СМ СССР подполковник Чеклин вынес постановление о прекращении уголовного дела в отношении Парнаса Якуба Оскаровича за отсутствием в его действиях состава преступления. Документы о месте захоронения тела академика Парнаса не сохранились.

## Семья
Жену Парнаса Ренату Матвеевну после ареста мужа выселили из их квартиры в престижном доме для академиков (ныне Ленинский проспект д. 13 кв. 28) и дали ей комнату в коммунальной квартире. Ян Парнас, их сын родился в 1923 году, воевал в армии Андерса. Он умер в 1995 году, будучи главным хирургом в небольшом польском городе Члухуве. Госпиталю присвоили имя «доктора Яна Парнаса».

## Награды и премии
- орден Ленина
- орден Трудового Красного Знамени (10 июня 1945)
- Сталинская премия I степени (10 апреля 1942) — за исследования по обмену веществ в мышцах, итоги которых опубликованы в конце 1940 года в работе «Гликогенолиз»

## Память
В память об академике Парнасе с 1996 года раз в 2 года проводятся международные научные конференции его имени, организованные Польским биохимическим обществом и Украинским биохимическим обществом. С 2011 года к этой программе присоединилось Израильское общество биохимии и молекулярной биологии. С 1962 годе Польское биохимическое общество вручает ежегодную награду имени Парнаса за лучшее исследование в области биохимии. 9-я Конференция имени Якуба Парнаса состоялась 29 сентября — 21 октября 2013 года в Иерусалиме (Израиль).

## Публикации
- Парнас Я. О. Избранные труды / Ред. А. Е. Браунштейн, А. В. Котельникова, С. Е. Северин, В. А. Энгельгардт, Б. Н. Степаненко/ М.: Изд. АН СССР, 1960.